# Joseph Lépine
Pour les articles homonymes, voir Lépine.
Le père Joseph Lépine, né le 1er juillet 1930 à Saint-Père-en-Retz (Loire-Inférieure) et mort le 22 novembre 2014 à Nantes, est un écrivain français. Il est l'auteur d'une douzaine de romans, contes, témoignages, essais et pièces de théâtre. Il est Médaille d'or au concours international de l'Académie de Lutèce en 1991.

## Biographie
Joseph Lépine a réalisé ses études au grand séminaire de Nantes.
Il a vécu près de cinquante ans au Maroc et a été plus de trente ans prêtre à la paroisse Saint-Louis d'Oujda.
Pendant de nombreuses années, il a été témoin de la vie et des événements quotidiens que subissent les exilés subsahariens en transit par le Sahara et le Maghreb vers l'Europe.
Revenu à Nantes en début d'année 2014, à la maison de retraite des prêtres diocésaine, il meurt dans son sommeil dans la nuit du 22 au 23 novembre 2014

## Publications
Contes et fables
Le Petit Prince au Maroc, Oujda, Imp. Chems, 1991
Regards et Miroirs, Oujda, Mouassassat Ankhla Lilkitab, 2005, 154 p. (ISBN 9981-9501-4-9)
Romans et récits
Un cristal se brise : roman, Nantes, Ed. du petit Véhicule, 1999, 168 p. (ISBN 2-84273-167-0)
Un diamant, Nantes, Ed. du petit Véhicule, 1999
Lumière du Noir : roman, Oujda, Imp. Chems, 2001, 146 p. (ISBN 9981-9501-2-2)
Fils du désert, Oujda, Mouassassat Anakhla Lilkitab, 2002, 145 p.
Terre de Labours, Nantes, Ed. du petit Véhicule, 2002, 289 p. (ISBN 2-84273-340-1)
Théâtre
La Source, Oujda, Imp. Chems, 1994, 154 p.
Essais
Francis Aupiais, Ethnologue, Oujda, Imp. Chems, 2003, 123 p. (ISBN 9981-9501-3-0)
Crépuscule, Essai philosophique, Oujda, Imp. Chems, 2006, 125 p. (ISBN 9981-9501-5-7)
Témoignages
NOËL PEL, "simple prêtre", Valence, Ed. Peuple Libre, 1996, 167 p. (ISBN 2-907655-28-0)
Portraits au Pays de Retz, Oujda, Imp. Fedala, 2005, 111 p.
Une marche en liberté, Emigration subsaharienne, Paris, Maisonneuve et Larose, 2006, 123 p. (ISBN 2-7068-1969-3, présentation en ligne)
Préfaces
Said Mellouki, La transe, Kénitra, Imp. Boukili, 1997, 121 p. (ISBN 9981-1871-0-0), p. 5